# Plešnice
Plešnice – wieś i gmina w Czechach, w powiecie Pilzno Północ, w kraju pilzneńskim. Według danych z dnia 1 stycznia 2013 liczyła 252 mieszkańców.
W miejscowości jest przystanek kolejowy Plešnice.